# Sandrine Allier-Guepin
Pour l’article homonyme, voir Allier.
Sandrine Allier-Guepin est une artiste peintre et autrice de bande dessinée française, née en 1974 à Grenoble (Isère).

## Biographie

### Jeunesse et formations
Sandrine Allier-Guepin naît en 1974 à Grenoble. Elle est sourde de naissance, à la suite de la rubéole contractée par sa mère, qui lui « a appris à parler, avec l'aide d'une orthophoniste. Un apprentissage difficile ». À dix ans, elle apprend la langue des signes française qui est, pour elle, sa « première langue ». Au même âge, elle découvre la peinture au musée, où la couleur des tableaux l'émerveille et, depuis, « l'amour de la couleur ne m'a pas quittée », dit-elle.
Elle suit des études de dessinatrice maquettiste, puis une formation d'infographiste.

### Carrière
En 1990, pour sa première bande dessinée, elle adapte sous forme d'images Sourds, cent blagues, Petit traité d’humour sourd (1998), premier tome du scénariste Marc Renard et du dessinateur Yves Lapalu, et la publie sous le titre Les Sourdoués en 2000.
En 2010, elle publie son deuxième roman graphique Je suis sourde mais ce n'est pas contagieux !. Celui-ci est nommé pour le trophée de la différence au festival d'Angoulême 2012.
En 2013, elle publie un ouvrage bio-historique Sur les traces d'un poilu sourd, dépeignant la vie réelle de Lucien Blanvillain (1889-1915), un des premiers soldats sourds tués de la Première Guerre mondiale,.
En 2015, elle publie une autre biographie sur Laurent Clerc : un pionnier sourd français, enseignant et cofondateur français de la première école des sourds aux États-Unis.

### Vie privée
Sandrine Allier-Guepin est mariée et a trois enfants.

## Publications
- Les Sourdoués, Éditions du Fox, 2000
Scénario, dessin et couleurs : Sandrine Allier-Guepin -  (ISBN 2918749060)
- Je suis sourde mais ce n'est pas contagieux !, Éditions du Fox, 2010
Scénario et dessin : Sandrine Allier-Guepin -  (ISBN 9782918749097)
- Le Manège du dimanche, Éditions Monica Companys, 2010
Scénario et dessin : Sandrine Allier-Guepin -  (ISBN 9782912998835)
- Système sourd, Éditions Monica Companys, 2012
Scénario et dessin : Sandrine Allier-Guepin -  (ISBN 291299862X)
- Sur les traces d'un poilu sourd, Éditions Monica Companys, coll. « Bio-biblio-témoignage », 2013
Scénario, dessin et couleurs : Sandrine Allier-Guepin -  (ISBN 2912998654)
- L'Œil sourd de la commune, Éditions Monica Companys, 2015
Scénario, dessin et couleurs : Sandrine Allier-Guepin -  (ISBN 2912998689)
- Laurent Clerc : un pionnier sourd français, Éditions Monica Companys, 2018
Scénario, dessin et couleurs : Sandrine Allier-Guepin -  (ISBN 9791097506148)
- Ferdinand Berthier : Premier militant sourd du XIXe siècle, Éditions Monica Companys, 2019
Scénario, dessin et couleurs : Sandrine Allier-Guepin -  (ISBN 9791097506391)
- Caricasourds, Éditions Monica Companys, 2020
Scénario, dessin et couleurs : Sandrine Allier-Guepin -  (ISBN 9791097506278)
- Milan 1880: Le Bannissement des signes, Éditions Monica Companys, 2022
Scénario, dessin et couleurs : Sandrine Allier-Guepin -  (ISBN 9791097506391)

## Distinction

### Nomination
- Festival d'Angoulême 2012 : trophée de la différence pour Je suis sourde mais ce n'est pas contagieux ![2]

### Documentation
- [couleur] « Planches de vie ! », à 18:48 sur France 5, 2020, 26 min, Paris (consulté le 21 janvier 2023).